# Atilio Régulo (Jommelli)
Atilio Régulo  (Attilio Regolo)  es el título de una ópera seria que el italiano Pietro Metastasio (1698 – 1782) escribió como poeta oficial del  Emperador de Austria. El libreto hace el número decimonoveno de los 27 que escribió Metastasio, situándose entre  Zenobia (1737) y  Antígono  (1743).

## Composición
La fuente a la que acudió Metastasio para componer Atilio fue la tragedia Regulus, del dramaturgo francés Jacques Pradon (Rouen, 1632) – París, 1698) en la traducción al italiano de Girolamo Gigli. Y a su vez Pradon se basó en los trabajos de los historiadores romanos Apiano, Horacio y Cicerón.

## Antecedentes
El texto fue un encargo de la emperatriz Isabel Cristina de Brunswick-Wolfenbüttel, que deseaba que sirviera de libreto a una ópera que habría de estrenarse con motivo de la onomástica de su esposo, el emperador Carlos VI, el 4 de noviembre de 1740. Apenas 15 días anteriores de la fecha prevista, el emperador falleció repentinamente y el estreno de la ópera quedó cancelado indefinidamente.
Hubieron de pasar 10 años para que el texto de Atilio volviera a la luz y fuera musicado por Johann Adolph Hasse, siendo representado por primera vez en el Teatro de la Corte de Dresde, el 12 de enero de 1750.

## Estreno versiónRoma
En 1753, el compositor italiano Niccolo Jommelli (Aversa, 1714 – Nápoles, 1774), retomó el libreto de Metastasio para componer una ópera homónima, cantada en italiano y dividida en tres actos, cuyo estreno tuvo lugar en el Teatro delle Dame de Roma, el 8 de enero.

## Personajes
| Personaje                                       | Tesitura   | Reparto el 8 de enero de 1753 Director : Niccolo Jommelli |
| ----------------------------------------------- | ---------- | --------------------------------------------------------- |
| Atilio (cónsul romano)                          | sopranista | Ventura Rocchetti                                         |
| Atilia (hija de Atilio)                         | sopranista | Pietro Paolo Pompilio                                     |
| Publio (hijo de Atilio)                         | sopranista | Giacomo Veroli                                            |
| Barce (noble africana, esclava de Publio)       | sopranista | Giuseppe Guspeldi                                         |
| Amílcar (embajador de Cartago, amante de Barce) | tenor      | Lorenzo Gherardi                                          |
| Manlio (cónsul romano)                          | tenor      | Litterio Ferrari                                          |
| Licinio (tribuno de la plebe, amante de Atilia) | bajo       | Antonio Mazziotti                                         |

## Estreno versiónNápoles
En 1761, Jommelli compuso una segunda versión de Attilio Régulo, que incluía arias de Nicola Sala, cuyo estreno tuvo lugar en el Teatro de San Carlos de Nápoles, el 23 de marzo.

## Personajes
| Personaje                                       | Tesitura   | Reparto el 23 de marzo de 1761 Director : Domenico de Miccio |
| ----------------------------------------------- | ---------- | ------------------------------------------------------------ |
| Atilio (cónsul romano)                          | tenor      | Anton Raaff                                                  |
| Atilia (hija de Atilio)                         | soprano    | Clementina Spagnoli (La Spagnoletta)                         |
| Publio (hijo de Atilio)                         | soprano    | Caterina Flavis                                              |
| Barce (noble africana, esclava de Publio)       | soprano    | Caterina Niccoli                                             |
| Amílcar (embajador de Cartago, amante de Barce) | sopranista | Luigi Costa                                                  |
| Manlio (cónsul romano)                          | tenor      | Giuseppe Luigi Tibaldi                                       |
| Licinio (tribuno de la plebe, amante de Atilia) | bajo       | Salvatore Consorti                                           |

## Argumento

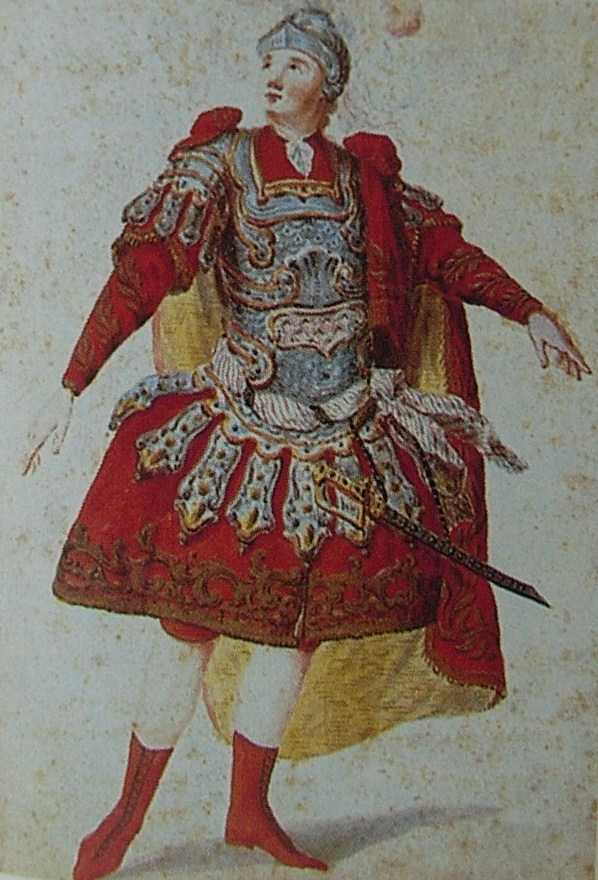
El tenor Anton Raaff

Entre los numerosos nombres gloriosos, de los que tan pródiga fue la República Romana, ocupa un lugar destacado entre todos ellos el de Marco Atilio Régulo, cónsul romano junto a Lucio Manlio Vulsón Longo durante el año 256 a. C.
Durante la segunda guerra púnica, Atilio fue capturado por sus enemigos y conducido a Cartago. Transcurridos unos años, y dado que la estrella de Roma se alzaba victoriosa sobre su mortal enemiga, los cartagineses se vieron obligados a enviar una embajada para negociar la paz, o, al menos, un intercambio de prisioneros. 
Las autoridades de Cartago decidieron que, puesto que Atilio era la cabeza junto a Manlio Vulsón de la República Romana, formara parte de la embajada que marcharía a Roma para negociar el final de la guerra. La condición que sus captores impusieron a Atilio fue que si la embajada no obtenía los frutos deseados por Cartago, debería regresar voluntariamente a la ciudad para volver a encadenarse. Atilio Régulo así lo juró solemnemente por su honor de patricio romano.
Ante la inesperada llegada de Atilio Régulo, los romanos se desbordaron en numerosas demostraciones de afectuosa alegría, pues habían pasado ya cinco años de tristeza y desolación desde la infausta noticia de su esclavitud. Por la libertad de tan gran héroe sería ciertamente considerada pequeña cualquier condición de paz por grave que esta fuera; pero Atilio, en lugar de valerse para su propio provecho del amor que gozaba entre sus conciudadanos, los disuadió de aceptar las onerosas condiciones de paz propuestas por los enemigos.
El anciano Atilio, feliz de haber persuadido al Senado para que rechazara las propuestas de los cartagineses, entre las lágrimas de sus hijos, entre los ruegos de sus familiares, entre las súplicas de los amigos, del senado y del pueblo romano que, agolpados alrededor de él, luchaban por retenerlo, regresó voluntariamente al encuentro de la muerte cierta que en África le esperaba, dejando así a la posteridad un portentoso ejemplo de honor, fidelidad y patriotismo.

## Influencia

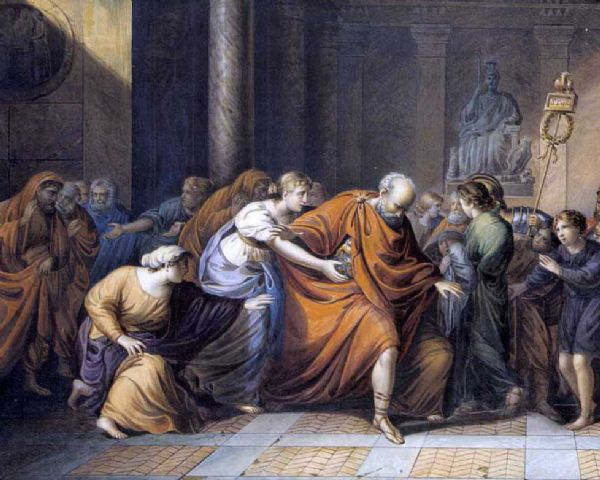
Los familiares de Marco Atilio Régulo intentan impedir el regreso de éste a Cartago. Témpera sobre papel de Michel Ghislain Stapleaux (1832)

Metastasio tuvo gran influencia sobre los compositores de ópera desde principios del siglo XVIII a comienzos del siglo XIX. Los teatros de más renombre representaron en este período obras del ilustre italiano, y los compositores musicalizaron los libretos que el público esperaba ansioso. Atilio Régulo fue, sin embargo, una de las menos utilizadas por los compositores de la época, pues sólo fueron cuatro las versiones que se hicieron de ella.